# 和平朝鲜族乡
和平朝鲜族乡是中华人民共和国黑龙江省鸡西市密山市下辖的一个民族乡。

## 行政区划
和平朝鲜族乡下辖以下村级行政区划单位：
庆余村、三人班村、东兴村、新城村、东明村、庆合村、兴光村、东鲜村、新建村、新田村、幸福村和东风村。